# Departamento Estadual de Trânsito de Mato Grosso do Sul
O Departamento Estadual de Trânsito de Mato Grosso do Sul é uma autarquia, vinculada à Secretaria de Estado de Justiça e Segurança Pública, responsável por fiscalizar e garantir o cumprimento da legislação brasileira em trânsito. É uma das 13 autarquias que integram o Governo de Mato Grosso do Sul, incluindo a Universidade Estadual de Mato Grosso do Sul.

## História
Foi criado em 1º de janeiro de 1979, quando o estado foi oficialmente instalado, mas só foi elevado à categoria de autarquia em 1986.

### Operação Antivírus
Em 29 de agosto de 2017, o Grupo de Atuação Especial de Combate ao Crime Organizado (Gaeco), órgão vinculado ao Ministério Público do Estado, deflagrou a Operação Antivírus tendo como alvo a autarquia e as empresas contratadas pelo Detran. Foram presos preventivamente o diretor-presidente da autarquia, Gerson Claro; o diretor-adjunto, Donizete Aparecido da Silva; além de outros quatro membros da cúpula; servidores; o ex-vice-governador e ex-deputado estadual, Ary Rigo e sócios de empresas de tecnologia. Todos foram libertados por liminar judicial entre o dia 29 e o dia 30 de agosto. A direção do órgão pediu demissão em 31 de agosto.
O objetivo da operação é investigar a existência de organização criminosa suspeita dos crimes de corrupção ativa e passiva, fraude em licitação, peculato, organização criminosa e lavagem de dinheiro. A investigação, que começou em 2015, tem como alvos são contratos entre empresas e a autarquia.

## Atribuições
Cabe ao Detran  cumprir e fazer cumprir a legislação e as normas de trânsito no estado; realizar, fiscalizar e controlar o processo de formação, aperfeiçoamento, reciclagem e suspensão de condutores, expedir e cassar licença de aprendizagem, expedir a permissão para dirigir e a Carteira Nacional de Habilitação; aplicar as penalidades por infrações previstas no CTB, notificando os infratores e arrecadando as multas que aplicar; arrecadar valores provenientes de estadia e remoção de veículos e objetos nas suas dependências, relativos à sua competência; manter sob sua guarda e custódia, veículos e seus pertences, recolhidos, removidos ou apreendidos pelo Departamento, zelando pela sua integridade, enquanto perdurar a apreensão; entre outras atribuições.
Todos os 79 municípios do estado tem subsede do Detran.